# 1068

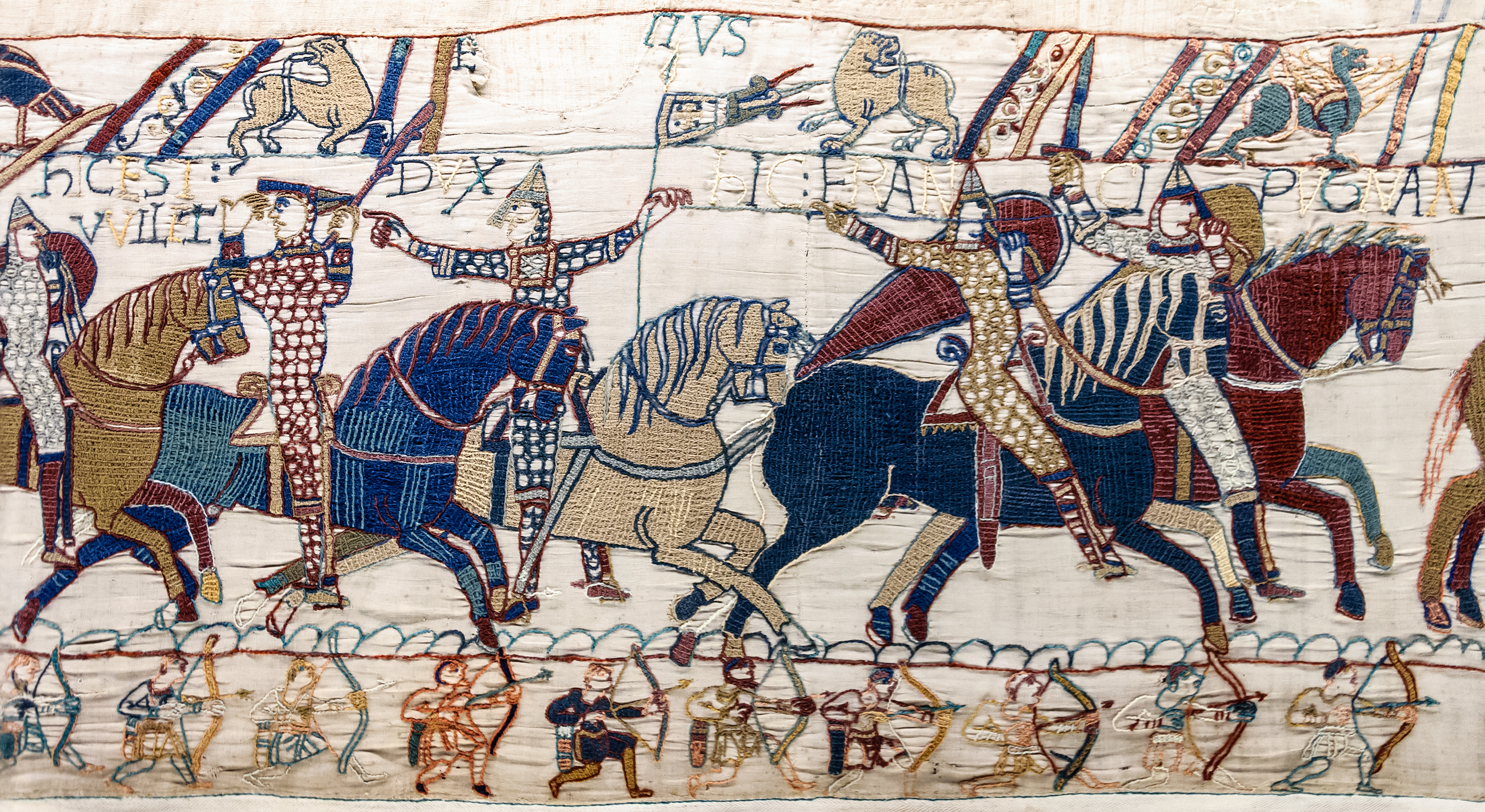
Fragment van het Tapijt van Bayeux

Het jaar 1068 is het 68e jaar in de 11e eeuw volgens de christelijke jaartelling.

## Gebeurtenissen
- 1 januari - Romanos IV Diogenes trouwt met Eudokia Makrembolitissa, de weduwe van keizer Constantijn X Doukas, en wordt gekroond tot keizer van het Byzantijnse Rijk.
- 22 juli - Begonnen wordt met de bouw van de Dom van Paderborn.

zonder datum
- De Seltsjoeken onder Alp Arslan vallen het Byzantijnse Rijk binnen
- De Koemanen behalen een grote overwinning op de drie zonen van Jaroslav de Wijze bij de rivier de Alta (Oekraïne).
- Edwin van Mercia en Morcar, mogelijk gesteund door Edgar Ætheling, komen in opstand tegen Willem de Veroveraar. De opstand wordt neergeslagen. Edgar vlucht naar Schotland.
- Go-Sanjo, de nieuwe keizer van Japan is de eerste keizer in lange tijd die geen Fujiwara-moeder heeft. Hij weigert een kampaku, en probeert de macht van de keizerlijke familie te versterken.
- Geraardsbergen verwerft als eerste Vlaamse stad zijn stadskeure (stadsrechten).
- Het tapijt van Bayeux wordt gemaakt. (jaartal bij benadering)
- Al-Bakri schrijft zijn Boek van wegen en koninkrijken
- Sancho IV van Navarra trouwt met Placencia van Normandië.
- Voor het eerst genoemd: Hunnegem, Löbtau

## Opvolging
- Anjou en Tours - Godfried III opgevolgd door zijn broer Fulco IV
- Gâtinais - Fulco IV van Anjou opgevolgd door koning Filips II
- Byzantijnse Rijk - Romanos IV Diogenes als opvolger van Constantijn X Doukas
- Japan - Go-Reizei opgevolgd door zijn halfbroer Go-Sanjo
- Meissen, Brandenburg en Midden-Friesland - Egbert I opgevolgd door zijn zoon Egbert II
- bisdom Noyon - Boudewijn opgevolgd door Radboud II

## Geboren
- Haakon Magnusson, koning van Noorwegen (1093-1094)
- Hendrik I, koning van Engeland (1100-1135) (vermoedelijke jaartal)
- Boudewijn van Boulogne, graaf van Edessa (1098-1100) en koning van Jeruzalem (1100-1118) (jaartal bij benadering)
- Ralph d'Escures, aartsbisschop van Canterbury (1114-1122) (jaartal bij benadering)

## Overleden
- 22 mei - Go-Reizei (42), keizer van Japan (1045-1068)
- Egbert I (~32), markgraaf van Brunswijk (1057-1068) en Meissen (1067-1068) en graaf van Midden-Friesland (1057-1068)

- Egbert I, graaf van Midden-Friesland
- Keizer Go-Reizei, keizer van Japan